# Riesa-Großenhain
Riesa-Großenhain là một huyện cũ ở Bang tự do Saxony, Đức. Các huyện giáp ranh (từ phía bắc theo chiều kim đồng hồ) là: các huyện 
Elbe-Elster và Oberspreewald-Lausitz ở Brandenburg, Kamenz, Meißen, Döbeln và Torgau-Oschatz.

## Lịch sử
Huyện được thành lập năm 1994 thông qua việc sáp nhập hai huyện cũ Riesa và Großenhain. Tháng 8 năm 2008, huyện này được nhập vào huyện Meißen.

## Địa lý
Huyện tọa lạc ở vùng đồng bằng thôn quê phía bắc đường nối thực tế giữa Leipzig và Dresden. Sông chính chảy qua khu vực là Elbe chảy qua huyện từ nam đến tây nam.

## Các thị xã và đô thị
| Thị xã                                       | Đô thị | |
| -------------------------------------------- | --- | --- |
| 1. Gröditz 2. Großenhain 3. Riesa 4. Strehla | 1. Ebersbach 2. Glaubitz 3. Hirschstein 4. Lampertswalde 5. Nauwalde 6. Nünchritz 7. Priestewitz 8. Röderaue 9. Schönfeld | 1. Stauchitz 2. Tauscha 3. Thiendorf 4. Weißig am Raschütz 5. Wildenhain 6. Wülknitz 7. Zabeltitz 8. Zeithain |